# Cleodaeus rugiceps
Cleodaeus rugiceps is een keversoort uit de familie Mycteridae. De wetenschappelijke naam van de soort is voor het eerst geldig gepubliceerd in 1889 door Champion.